# Rhabdocoma americana
Rhabdocoma americana är en rundmaskart som beskrevs av Nathan Augustus Cobb 1920. Rhabdocoma americana ingår i släktet Rhabdocoma och familjen Trefusiidae. Inga underarter finns listade i Catalogue of Life.